# Дмитрівка (зупинний пункт)
Дми́трівка — пасажирський залізничний зупинний пункт Херсонської дирекції Одеської залізниці.
Розташований біля села Дмитро-Білівка Баштанського району Миколаївської області на лінії Миколаїв — Долинська між станціями Новоданилівка (6 км) та Казанка (3 км).